# Cisti ovarica
Una cisti ovarica è una raccolta di liquido, circondata da una parete molto sottile, all'interno di un ovaio. Anche se la scoperta di una cisti ovarica comporta spesso notevole angoscia nelle donne (a causa del timore di una possibile malignità), la stragrande maggioranza di queste lesioni sono benigne e non si associano ad alcun tipo di disturbo o sintomi. In alcuni soggetti, tuttavia, può comportare sensazione di gonfiore, tensione o franco dolore addominale (più spesso nei quadranti addominali inferiori) o lombalgia. Se la cisti si rompe in addome o se ne verifica una torsione, il sintomo prevalente è un violento dolore addominale, molto spesso associato a sintomi generali quali sudorazione, vomito o sensazione di svenimento. La maggior parte delle cisti sono, tuttavia, innocue.
La gran parte delle cisti ovariche è legata all'ovulazione, siano esse cisti follicolari o cisti da corpo luteo. Altri tipi di cisti ovariche includono le cisti da endometriosi, da cisti dermoidi, e infine i cistoadenomi. Nella sindrome dell'ovaio policistico, molte piccole cisti si possono sviluppare in entrambe le ovaie. Anche la malattia infiammatoria pelvica (in inglese Pelvic Inflammatory Disease, PID) può associarsi alla presenza di cisti. 
Raramente una cisti ovarica può essere una prima manifestazione di cancro ovarico. La diagnosi viene effettuata mediante esame clinico pelvico, tramite ecografia pelvica oppure altri esami a maggiore capacità di risoluzione (es. TC o RMN).
Spesso il medico sceglie un trattamento conservativo, limitandosi ad osservare l'evoluzione di una cisti nel corso del tempo. Se la cisti comporta una sintomatologia dolorosa, possono essere utilizzati farmaci analgesici come il paracetamolo (acetaminofene) o l'ibuprofene. Nei soggetti in cui le cisti ricorrono spesso, è possibile utilizzare gli estroprogestinici per via orale, per prevenire la formazione di ulteriori cisti. Se la cisti dopo diversi mesi non tende a risolversi, oppure si viene ad accrescere, o causa dolore ricorrente, è possibile optare per la rimozione chirurgica.
Cisti di grandi dimensioni, associate a disturbi o sintomatologia più o meno invalidante, si verificano in circa l'8% delle donne prima della menopausa. L'incidenza di cisti ovariche aumenta notevolmente nella postmenopausa, e si associa ad una maggiore probabilità di malignità.

## Epidemiologia
L'esecuzione di un'ecografia transvaginale mette in evidenza cisti ovariche nella maggior parte delle donne in pre-menopausa (si tratta in realtà di follicoli di Graaf in maturazione durante il ciclo mestruale, che appaiono come cisti sulle immagini ecografiche). Vere e proprie cisti ovariche si sviluppano in circa il 18% delle donne in post-menopausa.
L'incidenza di cistoadenocarcinomi epiteliali ovarici, tumori stromali dei cordoni sessuali e tumori mesenchimali cresce esponenzialmente con l'età fino alla sesta decade di vita, raggiungendo quindi un plateau.

## Clinica
La maggior parte dei pazienti con cisti ovariche sono asintomatici (cisti funzionali e innocue, benigne). In genere le cisti sono scoperte accidentalmente durante un'ecografia pelvica o un esame pelvico di routine. Alcune cisti, in ogni caso, possono causare problemi ed associarsi a un'evidente sintomatologia. 
I sintomi più comuni comprendono:
- Dolore o fastidio nei quadranti addominali inferiori
- Violento dolore addominale, correlato a torsione della cisti o a una sua rottura. La rottura di una cisti ovarica può associarsi ad esercizio fisico, trauma e talvolta al coito, in particolare nel corso di un rapporto sessuale irruento. Inoltre la rottura di una cisti può comportare il manifestarsi di segni di peritonismo, distensione addominale, e emorragia intraperitoneale (di solito autolimitata).
- Senso di indigestione, sazietà precoce, bruciore di stomaco, alterazioni della peristalsi intestinale con tendenza a distensione addominale, meteorismo e spesso stitichezza.
- Tenesmo vescicale ed aumento della frequenza minzionale (pollachiuria) possono associarsi all'aumento della pressione intraddominale, a sua volta secondario al volume della cisti.
- Irregolarità mestruali ed altri disturbi possono associarsi alle cisti ovariche e/o essere correlate alla malattia di base (ad esempio l'endometriosi o la sindrome dell'ovaio policistico).

## Diagnosi
Nelle linee guida di numerose società scientifiche europee ed americane, l'ecografia transvaginale è considerata la modalità di diagnostica per immagini di prima scelta per indagare una sospetta massa pelvica. 
Le donne in età riproduttiva nelle quali una cisti semplice, asintomatica, viene scoperta accidentalmente durante un'ecografia ginecologica, non necessitano di alcun follow-up purché la cisti non sia di dimensioni maggiori di 5 cm (normalmente queste "cisti" sono in realtà semplici follicoli ovarici). 
Cisti ovariche di diametro maggiore di 5 cm, ma inferiore a 7 cm, in donne in premenopausa, devono essere tenute sotto controllo, normalmente ripetendo un'ecografia ogni anno o meno. 
Per le cisti ovariche semplici di diametro maggiore di 7 cm, è probabilmente indicata l'esecuzione di una risonanza magnetica (l'esame non comporta irradiazione delle gonadi) o l'esplorazione e asportazione chirurgica. Queste formazioni, infatti, a causa delle loro grandi dimensioni non possono essere valutate in modo affidabile con l'esecuzione di una sola ecografia.
Nelle pazienti in post-menopausa, ogni cisti ovarica semplice di diametro maggiore di 1 cm e inferiore a 5-7 cm deve essere tenuta sotto controllo almeno ogni anno, mentre quelle superiori a 5-7 cm devono essere ulteriormente indagate con tomografia computerizzata o risonanza magnetica ed eventualmente esplorate chirurgicamente, similmente a quanto accade alle femmine in età riproduttiva.
Oltre alla diagnostica per immagini una paziente con massa ovarica sospetta per cisti deve essere indagata attraverso l'esecuzione di alcuni esami di laboratorio. Gli studi normalmente indicati comprendono l'emocromo completo, la biochimica di routine, il test di gravidanza su urine (se donna in età fertile), e l'esame delle urine completo. Possono essere eseguiti anche tamponi endocervicali nel caso si sospetti un'eziologia infettiva.
L'antigene CA-125, un importante biomarker tumorale, può essere molto significativo se il suo dosaggio appare elevato in associazione con un'indagine ecografica che mette in evidenza una cisti ovarica in una donna in post-menopausa. Il dosaggio di altri markers (ad esempio hCG, alfafetoproteina e inibina) può essere utile se si sospetta una istologia meno comune.

## Diagnosi differenziale
Nel dipartimento di emergenza (ED) il dolore addominale nella femmina è spesso una situazione tra le più difficili da diagnosticare correttamente. 
Una cisti ovarica sintomatica spesso si presenta con un quadro dominante di dolore addominale di origine sconosciuta.
L'obiettivo del medico di emergenza è quindi innanzitutto quello di escludere patologie acute che possono causare dolore addominale e si associano ad un elevato tasso di morbilità e mortalità (es. appendicite, torsione ovarica o gravidanza ectopica). Solo in un secondo momento si porrà il problema di una diagnosi più precisa comprendente anche altre malattie ginecologiche, quali ad esempio la malattia infiammatoria pelvica, l'endometriosi o neoplasie ovariche o uterine.

## Trattamento
Molte pazienti con cisti ovariche semplici trovate incidentalmente a seguito di un esame ecografico non richiedono trattamento. In una paziente in post menopausa, una cisti ovarica semplice, persistente, ma inferiore a 5-7 cm di dimensione, in presenza di un valore normale di CA-125, può essere monitorata con esami ecografici seriali. 
I contraccettivi orali proteggono contro il rischio di sviluppare cisti ovariche funzionali. D'altro canto in letteratura medica non vi è evidenza che le cisti funzionali regrediscano più velocemente se trattate con assunzione di estroprogestinici, rispetto ad un trattamento più conservativo e basato sull'osservazione. 
Sebbene molti casi di cisti ovariche necessitino solo di attenta osservazione, alcuni casi richiedono l'intervento chirurgico. Questo può consistere nella rimozione della cisti, di una o di entrambe le ovaie. Ciò in particolare se la cisti è maggiore di 5-7 centimetri di diametro e sintomatica.
L'approccio chirurgico può essere eseguito con tecnica "a cielo aperto" (laparotomia) o con tecniche minimamente invasive (esempio la laparoscopia) comportanti solo alcune minime incisioni.
Quest'ultimo approccio è in genere preferibile se si presume di trovarsi di fronte ad una cisti benigna e in genere in tutti i casi di cisti non particolarmente grandi.
In determinate situazioni si preferisce rimuovere interamente la cisti, mentre in caso di pazienti con un basso rischio di recidiva oppure di pazienti giovani e ancora fertili, la cisti può essere semplicemente drenata. La rimozione di una cisti nella sua interezza può facilitare la valutazione anatomopatologica, ma in molti casi comporta l'asportazione dell'intero ovaio.